# Royal Gibraltar Post Office
Royal Gibraltar Post Office (pol. Królewska Poczta Gibraltaru) — brytyjskie przedsiębiorstwo państwowe, świadczące usługi pocztowe na terenie Gibraltaru.
Gibraltar Post Office został założony 1 stycznia 1857 roku w wyniku połączenia Packet Agency i Overland Post Office, jako oddział General Post Office. Nadzór nad nowo powstałym przedsiębiorstwem objął poczmistrz generalny Wielkiej Brytanii. 1 kwietnia 1857 roku założono pierwszą brytyjską agencję pocztową w Tangerze. Podlegała bezpośrednio pod placówkę w Gibraltarze. 
3 września 1857 roku pierwsze brytyjskie znaczki trafiły do sprzedaży w Gibraltarze, posiadały nadruk z literą G. Od 1 września 1858 roku do chwili obecnej, główny urząd pocztowy w Gibraltarze ma swoją siedzibę na 104 Main Street.
Do końca 1885 roku w użytku były znaczki z Wielkiej Brytanii, ale władze kolonialne od 1 stycznia 1886 roku otrzymały pozwolenie na wydawanie własnych. Początkowo wykorzystywano do tego celu znaczki z Bermudów, na których nadrukowano napis Gibraltar. W grudniu tego samego roku, wydano już znaczki według własnego wzoru. 
W 2005 roku Poczta Gibraltaru jako jedyne na świecie przedsiębiorstwo pocztowe poza Wielką Brytanią, otrzymało od królowej Elżbiety II pozwolenie na używanie przedrostka Królewska (Royal).